# Palais Equitable

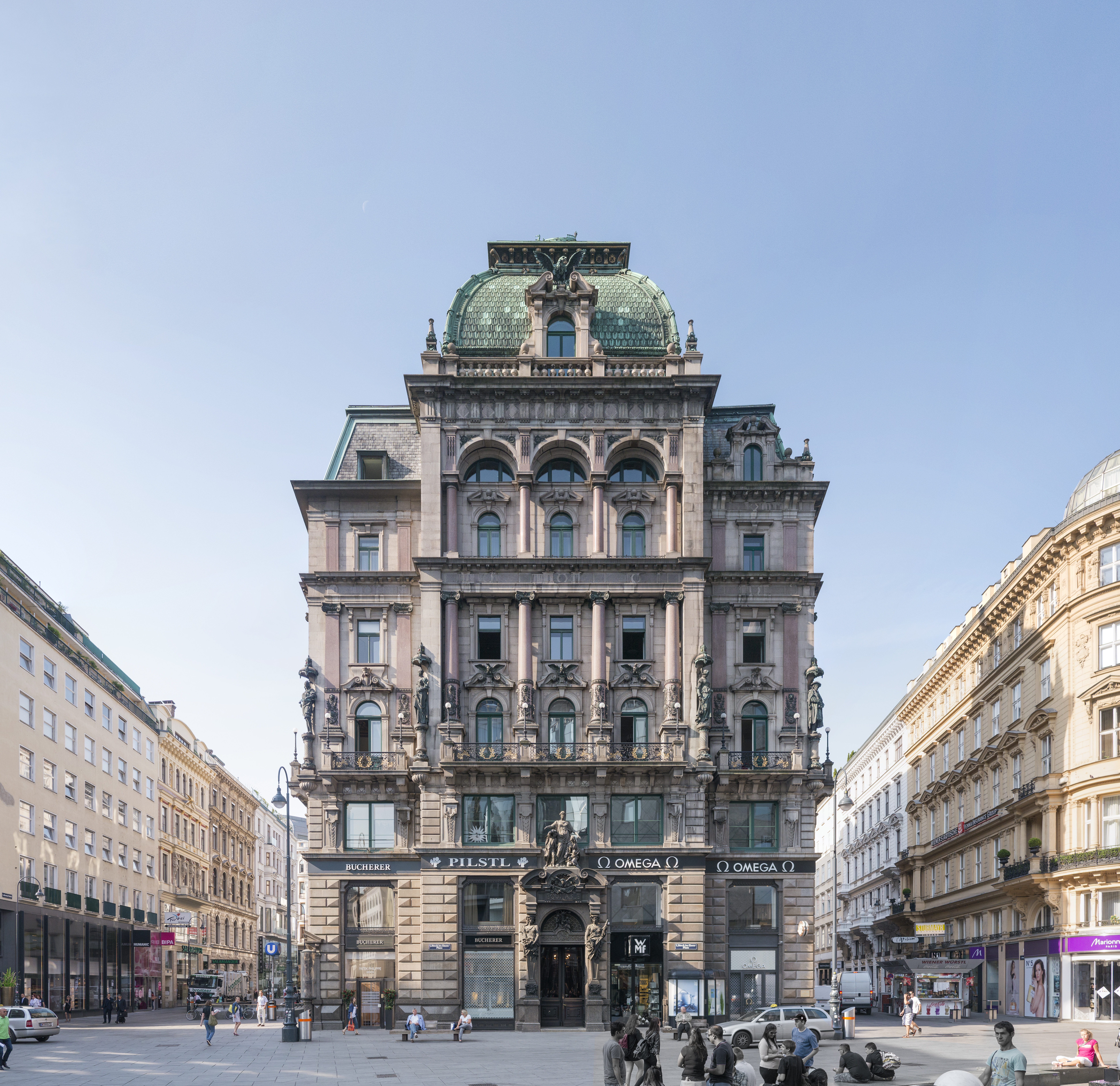
Das Palais Equitable steht an einer der exklusivsten Adressen Wiens

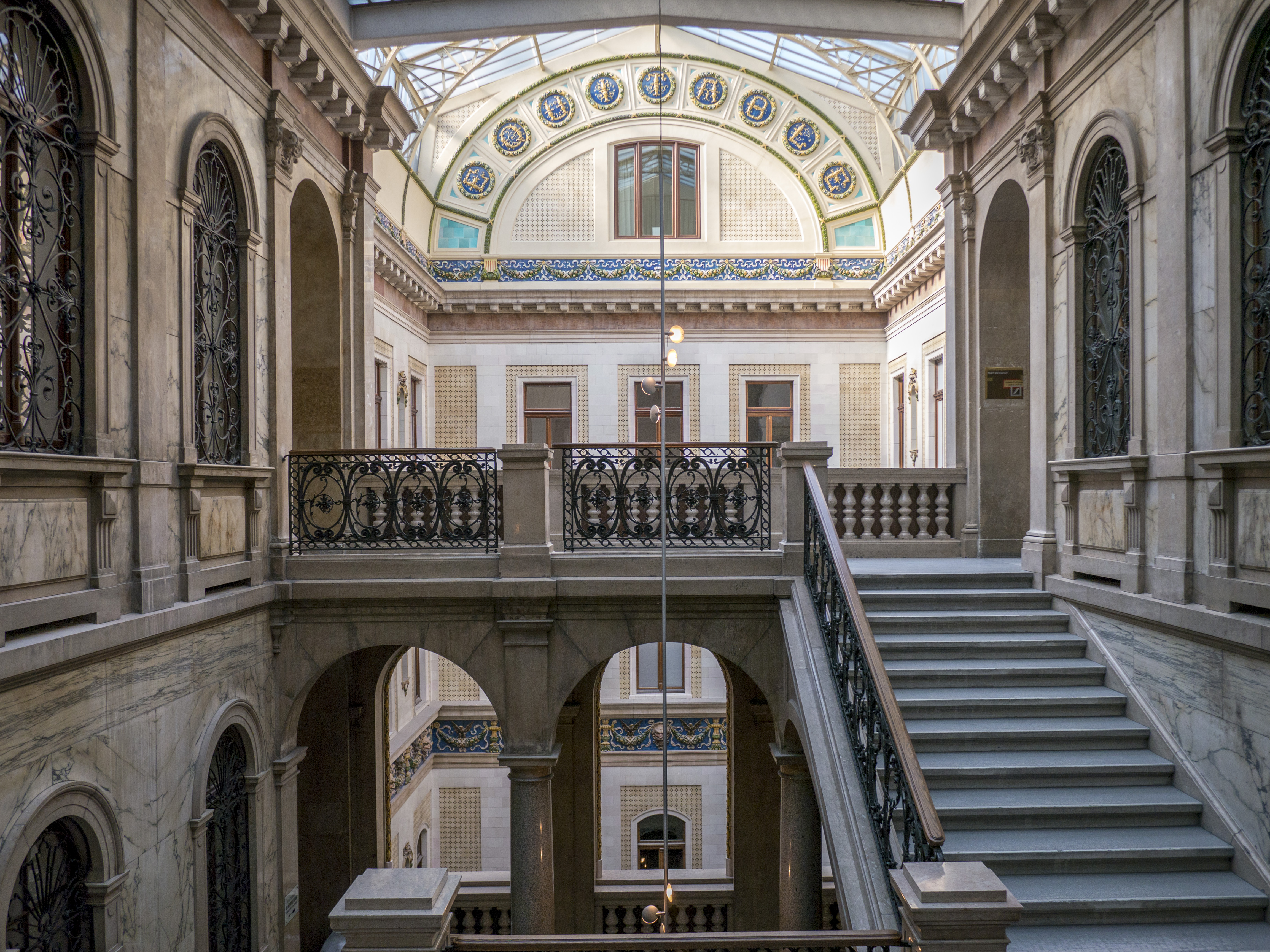
Der Innenhof ist vollständig mit Majolika verkleidet, das Stiegenhaus mit Marmor

Das Palais Equitable ist ein Palais im 1. Wiener Gemeindebezirk Innere Stadt auf dem Stock-im-Eisen-Platz 3.
Ursprünglich befanden sich hier seit dem Mittelalter fünf kleine Häuser, die zwischen 1856 und 1886 abgebrochen wurden, teilweise, um eine Verbreiterung der Kärntner Straße zu ermöglichen.
1887 bis 1891 ließ hier die New Yorker Lebensversicherungsanstalt The Equitable Life Assurance Society of the United States, die seit 1991 Teil der französischen Axa Gruppe ist, vom Architekten Andreas Streit eines der eindrucksvollsten Palais Wiens errichten. Es ist eines der wenigen Wiener „Palais“, die so genannt werden, obwohl sie nie Adelssitz waren. In einer Nische an der Ecke zur Kärntner Straße ist der Stock im Eisen aufgestellt.
Die Fassade des Palais ist reichlich geschmückt und auf dem Giebel befindet sich – passend zum Auftraggeber – ein amerikanischer Adler. Auf dem Dach befindet sich ein Segelschiff, das symbolisch die weltumspannende Tätigkeit der amerikanischen Versicherung darstellen soll. Die ursprüngliche Takelage des Schiffes ist nach einer Restaurierung nicht mehr angebracht worden.
Die Bronzereliefs auf der Eingangstüre stellen die Sage vom Stock im Eisen dar und wurden von Rudolf Weyr geschaffen, die sonstigen Plastiken stammen von Viktor Tilgner und Johann Schindler. Das Palais ist auch im Inneren sehr eindrucksvoll gestaltet, für das prächtige Stiegenhaus und das Vestibül wurde Marmor aus Hallein und Granit aus Sachsen verwendet. Der Innenhof ist vollständig mit Fliesen und Majolika verkleidet. Im Vorraum befindet sich ein Deckengemälde, das ebenso wie die Stuckverzierung im ersten Stock von Julius Victor Berger stammt.
Der k.u.k. Hoflieferant Wilhelm Beck & Söhne hatte in dem Gebäude sein Geschäft. Das Palais wurde im Februar 1944 bei einem Luftangriff schwer beschädigt und musste evakuiert werden. 1949 wurde das Gebäude wieder instand gesetzt, der Eingangsbereich wurde 1997 von Rüdiger Lainer neu gestaltet.
Heute ist das Palais Equitable Sitz verschiedener Firmen und Organisationen.